# 2MASS J03032123-0009378
2MASS J03032123-0009378 ist ein Brauner Zwerg im Sternbild Walfisch. Er wurde 2002 von Donald P. Schneider et al. entdeckt. Er gehört der Spektralklasse L0 an.